# Tilton (Canada)
Tilton is een dorp in de Canadese provincie Newfoundland en Labrador. De plaats is gelegen in het oosten van het eiland Newfoundland en maakt deel uit van de gemeente Spaniard's Bay.

## Geschiedenis
De plaats Tilton werd in 1972 door de provincie erkend als een gemeente.
In 1991 vond er een gemeentelijke herindeling plaats waarbij Tilton geannexeerd werd door de zuidelijke buurgemeente Spaniard's Bay. Sinds de fusie wordt de plaats door de overheid nog erkend als een neighbourhood (buurt).

## Geografie
Het dorp bevindt zich in het zuidoosten van het schiereiland Bay de Verde, dat op zijn beurt deel uitmaakt van het grote Oost-Newfoundlandse schiereiland Avalon. De plaats ligt ten noorden van de dorpskern van Spaniard's Bay op 2 km van de kustlijn.
De dorpskern van Tilton is gelegen aan een 1,5 km lang gedeelte van provinciale route 73. De dorpskern wordt enerzijds begrensd door provinciale route 75 in het westen en provinciale route 70 in het oosten en anderzijds door Tilton Pond in het zuiden en Round Pond in het noorden.

## Demografische ontwikkeling
| Jaartal | Inwoneraantal | Groei  |
| ------- | ------------- | ------ |
| 1951    | 340           | –      |
| 1956    | 377           | +10,9% |
| 1961    | 395           | +4,8%  |
| 1966    | 440           | +11,4% |
| 1971    | 506           | +15,0% |
| 1976    | 581           | +14,8% |
| 1981    | 575           | -1,0%  |
| 1986    | 566           | -1,6%  |